# There Is a Light That Never Goes Out
Singles de The Smiths
Stop Me If You Think You've Heard This One Before
(1987) Sweet and Tender Hooligan
(1995)
Pistes de The Queen Is Dead
Vicar in a Tutu Some Girls Are Bigger Than Others

There Is a Light That Never Goes Out est une chanson du groupe The Smiths, écrite par Morrissey et composée par Johnny Marr. Elle est d'abord sortie dans leur troisième album, The Queen Is Dead, en 1986, puis elle est ressortie comme single en 1987 en France, ensuite au Royaume-Uni comme single en 1992, après la séparation du groupe. 
La chanson est accompagnée d'un arrangement pour cordes au synthétiseur, malgré le peu d'estime que professait Morrissey pour la musique au synthétiseur, parce qu'ils n'avaient pas le budget pour engager un ensemble à cordes. Johnny Marr y ajouta une mélodie à la flûte.
La chanson est proche de Bigmouth Strikes Again, écrite en même temps. Le guitariste, Johnny Marr, dit s'être inspiré de la reprise par les Rolling Stones d'une chanson de Marvin Gaye, Hitch Hike parue sur l'album Out of Our Heads. 
Elle figure au 15e rang des meilleures chansons britanniques de tous les temps selon un sondage de 2016 réalisé en Grande-Bretagne. 

## Reprise
There Is a Light That Never Goes Out est repris par The Divine Comedy pour l'album hommage The Smiths Is Dead en 1996.

Elle est aussi reprise par Noel Gallagher sur l'album live The Dreams We Have as Children (Live for Teenage Cancer Trust) sortie sur l'iTunes Store en version dématérialisée uniquement.
En 2011, c'est au tour de Becca Stevens d’interpréter ce titre de façon acoustique (deux voix, guitare, contrebasse, charango, accordéon et cajon) sur son premier album "Weightless".
Elle est également reprise par le groupe de Mark Gritsenko (ancien membre du groupe Ukrainien Marakesh), Four Phonica, en 2014  sous le biais d'une participation collective sur Internet .